# Амаргети
Амаргѐти (на гръцки: Αμαργέτη) е село в Кипър, окръг Пафос. Според статистическата служба на Република Кипър през 2001 г. селото има 171 жители.
Намира се на 3 км северно от Аксилу.